# 長谷見雄二
長谷見 雄二（はせみ ゆうじ、1951年（昭和26年） - ）は、日本の建築学者、建設技官官僚。

## 経歴・人物
東京都渋谷区に生まれる。1973年（昭和48年）早稲田大学理工学部建築学科を経て、1975年（昭和50年）同大学理工学研究科建設工学修了。旧建設省に奉職し、建築研究所研究員となる。ついで、米国商務省国立標準局（現・アメリカ国立標準技術研究所）客員研究員、建設省建築研究所主任研究員、建設省建築研究所防火研究室長を経て、1997年（平成9年）早稲田大学理工学部建築学科教授となる。
のち福井大学大学院非常勤講師、東京理科大学客員教授、東京工業大学応用セラミックス研究所客員教授などを兼任した。ほか、日本建築学会代議員、日本火災学会会長、日本建築防災協会理事などを歴任した。

## 弟子
伯耆原智世（早稲田大学建築学科）